# Maków Podhalański (gmina)
Maków Podhalański est une gmina mixte du powiat de Sucha, Petite-Pologne, dans le sud de Pologne. Son siège est la ville de Maków Podhalański, qui se situe environ 7 km à l'est de Sucha Beskidzka et 42 km au sud-ouest de la capitale régionale Cracovie.
La gmina couvre une superficie de 108,94 km2 pour une population de 15 873 habitants.

## Géographie
Outre la ville de Maków Podhalański, la gmina inclut les villages de Białka, Grzechynia, Juszczyn, Kojszówka, Wieprzec et Żarnówka.
La gmina borde la ville de Sucha Beskidzka et les gminy de Budzów, Bystra-Sidzina, Jordanów, Stryszawa, Tokarnia, Zawoja et Zembrzyce.